# Dammsjön (Alingsås socken, Västergötland, 642462-131167)
Dammsjön är en sjö i Alingsås kommun i Västergötland och ingår i Göta älvs huvudavrinningsområde.